# Nemški vstop v prvo svetovno vojno
Nemčija je v prvo svetovno vojno vstopila 1. avgusta 1914 z vojno napovedjo Ruskem carstvu. V skladu s svojim vojnim načrtom je najprej ignorirala Rusko carstvo in svojo pozornost usmerila na Francijo, ki ji je 3. avgusta napovedala vojno. Svoje čete je poslala skozi Belgijo, da bi Pariz zavzela s severa. Nemška invazija na Belgijo je 4. avgusta povzročila vojno napoved Velike Britanije Nemčiji. Večina glavnih zaveznikov je bila takrat že v vojni. Oktobra 1914 se je Osmansko cesarstvo pridružila vojni na stran Nemčije in postala del centralnih sil. Italija, ki je bila pred izbruhom prve svetovne vojne zaveznica Nemčiji in Avstro-Ogrski, je leta 1914 razglasila nevtralnost in maja 1915 prestopila na stran antante.  
Zgodovinarji so močno razpravljali o vlogi Nemčije. Ena od razlag, ki jo je v šestdesetih letih dvajsetega stoletja spodbujal nemški zgodovinar Fritz Fischer, trdi, da si je Nemčija že dolgo želela politično in gospodarsko prevladovati v Evropi in da je zato izkoristila priložnost, ki se je nepričakovano pojavila julija 1914, zaradi česar je Nemčija postala kriva za začetek vojne. Na nasprotnem koncu moralnega spektra mnogi zgodovinarji trdijo, da je bila vojna nenamerna, ki jo je povzročila vrsta zapletenih dogodkov, ki so preobremenile dolgoletni sistem zavezništva s svojim mobilizacijskim sistemom po zapletanju, ki ga nihče ni mogel nadzorovati. Tretji pristop, ki je še posebej pomemben v zadnjih letih, je, da se je Nemčija videla obkroženo z vse močnejšimi sovražniki – Rusijo, Francijo in Veliko Britanijo, ki bi jo sčasoma zatrli, če Nemčija ne bi delovala obrambno s preventivnim udarom.